# Škornice
Škornice (Epimedium) je nejpočetnější rod rostlin z čeledě dřišťálovitých, obsahuje okolo 55 druhů vyrůstajících hlavně v mírném podnebném pásmu. Objevování nových druhů stále probíhá, vždyť v roce 1938 jich bylo známo pouze 21. V České republice roste ve volné přírodě jen jediný druh, který je navíc nepůvodní, škornice alpská. Škornice se pěstují jako okrasné rostliny.

## Popis
Vytrvalé byliny se stále zelenými nebo opadavými listy rostoucí buďto v trsech, nebo z plazivých rozvětvených oddenků. Vyrůstají samostatné listy a současně i stonky s květenstvím, stonky mohou být s listy i bezlisté. Vyjma některých mladých rostlin jsou zpeřené listy složené ze 2 až 40 lístků, nejčastěji jsou trojčetné nebo dvakrát trojčetné. Listy mohou být někdy kožovité, s ostnitým okrajem a špičatým vrcholem, v mládí občas načervenalé nebo mramorované. Jsou převážně vyšší než stonky s květenstvím, které je pak mezi listy skryto.
Květenství mohou být tvořena různým počtem květů sestavených nejčastěji do hroznů. Květy mají osm kališních lístků vyrůstajících ve dvou kruzích. Čtyři vnější, drobné, podpírají vnitřní a většinou brzy opadávají, větší vnitřní jsou nápadněji zbarvené stejně jako čtyři korunní lístky, které mají nektaria a většinou i nápadně protáhlé, někdy odlišně zbarvené ostruhy. Všechny tři kruhy okvětních lístků rostou neobvykle, v zákrytu za sebou, nestřídají se. V řadě s nimi vyrůstají také čtyři tyčinky s lysými nitkami nesoucí prašníky otvírající se dvěma chlopněmi, prašníky někdy vyčnívají z květu a jindy jsou stlačeny v úzké trubičce z korunních lístků. Uprostřed květu je svrchní semeník s 6 až 15 vajíčky, který nese dlouhou čnělku s jen mírně rozšířenou bliznou. Plod je dvěma chlopněmi podélně se otvírající tobolka obsahující více semen s masíčkem, dozrává asi za 45 dnů po opylení. Ploidie je 2n = 12.

## Použití
Škornice se pěstují jako okrasné rostliny. Početné populace rozličných druhů pocházejí hlavně z Japonska a Číny a pak z východních oblastí Balkánu, pobřeží Černého moře, Kavkazu, z Íránu i okolí Himálaje. Původní evropské druhy mají poměrně malé květy, proto jsou z Asie do Evropy i Ameriky dováženy a dále šlechtěny nové velkokvěté. Existuji také hybridy vzniklé samovolně nebo přičiněním pěstitelů.
Druhy rostoucí z plazivých oddenků, např. škornice alpská, se rozrůstají do velkých ploch. Pro svou nenáročnost na vláhu a světlo jsou vhodné k pěstování v polostínu i stínu pod vzrostlými stromy a keři nebo jako náhrada trávníku na velkých plochách, kde zabraňují růstu plevelů. Naopak druhy rostoucí v trsech, např. škornice velkokvětá, se příliš nerozrůstají a při výsadbě se nejčastěji kombinují s náročnějšími stínomilnými rostlinami vyžadujícími během vegetace vlhčí půdu.
V tradiční čínské medicíně se listů obsahujících mnoho flavonoidů používá k léčbě revmatismu či poruch potence. Moderní věda prokázala příznivý vliv při léčbě osteoporózy, oparů a chronicky nemocných ledvin.